# Китайська гірська гадюка
Китайська гірська гадюка (Ovophis monticola) — отруйна змія з роду Ovophis родини Гадюкові. Має 5 підвидів.

## Опис
Загальна довжина коливається від 49 см до 1,1 м. Спостерігається статевий диморфізм — самиці набагато більші за самців. Голова трикутна, широка, затуплена, вкрита дрібною лускою. Тулуб товстий. Луска слабко кілева, уздовж тулуба тягнеться 19—25 рядків луски. Міжносові щитки не торкаються один одного. Є 7—10 верхньогубних щитків. Хвіст короткий. Забарвлення коричневе з різними відтінками, поверх нього присутні 2 рядки чорних квадратних плям, які іноді зливаються попарно.

## Спосіб життя
Полюбляє гірських ліси. Зустрічається на висоті 1400–1500 м над рівнем моря. Активна вночі. Харчується гризунами та ящірками. Отрута не становить загрози життю людини.
Це яйцекладна змія. Самиця відкладає у купу листя 5-8 яєць. Це турботливі батьки — охороняють кладку.

## Розповсюдження
Мешкають у східних Гімалаях, Бангладеш, на Індокитайському півострові, острові Суматра (Індонезія) півдні Китаю та Тайвані.

## Підвиди
- Ovophis monticola convictus
- Ovophis monticola monticola
- Ovophis monticola makazayazaya
- Ovophis monticola orientalis
- Ovophis monticola zhaokentangi